# Girolamo Savonarola
Girolamo "Hieronymus" Savonarola (Ferrara, 21. rujna 1452. – Firenca, 23. svibnja 1498.), talijanski dominikanski svećenik i vladar Firence od 1494. do 1498., godine svoga smaknuća.
U dominikanski samostan stupio je 1474. godine, te 1481. postao profesor i lektor Svetog pisma u samostanu sv. Marka. Zastupao je više teza, a neke od njih su: besplatno opravdanje kroz vjeru u Krista, papini oprosti su bez vrijednosti, poricanje papine supremacije, ključevi nisu dani Petru već Crkvi, papa je antikrist, papina ekskomunikacija je bez vrijednosti, te da je ispovijed na uho nepotrebna. 
Tijekom Prvog talijanskog rata, u Firenci je vladar Piero de' Medici 1494. predao francuskom kralju Karlu VIII. ključeve toskanskih utvrda, što je uzrokovalo bijes stanovništva koji su ga istjerali iz grada. Uspostavljen je republikanski i demokratski sustav na čelo kojega je stao Savonarola. Godine 1496. u katedrali je održao propovjed u kojoj je osudio moralnu pokvarenost pape Aleksandra VI. Borgie, pozvavši ljude da napuste Rim, moderni Babilon, na koga će se uskoro izliti Božji gnjev. Dio njegova govora glasio je: "Bježite iz Rima, jer Babilon znači zbrka, a Rim je pobrkao cijelo Pismo, pobrkao je sve zablude, sve je pobrkao. Bježite, dakle, iz Rima i pokajte se.". 1497. Savonarola je isključen iz crkve, ali je 1498. opet počeo propovjedati protiv papine pokvarenosti. Nedugo nakon toga, zabranjeno mu je propovjedanje, povukao se u samostan, odakle je odveden pred inkvizicijski sud. Sud je čitao njegove "zablude" i zatražio od njega da ih porekne. Savonarola se nije htio odreći tog učenja, osuđen je na smrt, obješen i potom spaljen, a njegov pepeo bačen u obližnju rijeku Arno. 
Martin Luther smatrao je Savonarolu pretečom reformacije. O tadašnjem stanju unutar katoličke Crkve svjedoči i kritika firentinskog političara Niccola Machiavellia (1469. – 1527.), koji je izjavio: "Jedna od dviju stvari mora doći na Rimsku crkvu: ili potpuna propast, ili vrlo teška kazna".